# Zach LaVine
Zachary Thomas "Zach" LaVine, född 10 mars 1995 i Renton i Washington, är en amerikansk professionell basketspelare (SG/SF) som spelar för Sacramento Kings i National Basketball Association (NBA). Han har tidigare spelat för Minnesota Timberwolves och Chicago Bulls.
LaVine deltog också vid de olympiska sommarspelen 2020 i Tokyo, där han var med och bärgade guldmedalj med det amerikanska basketlandslaget.
Han draftades av Minnesota Timberwolves i första rundan i 2014 års draft som 13:e spelare totalt.
Innan LaVine blev proffs studerade han vid University of California, Los Angeles och spelade för deras idrottsförening UCLA Bruins.